# Клео від 5 до 7
«Клео від 5 до 7» (фр. Cléo de 5 à 7) — французька драматична кінокомедія 1962 року режисерки Аньєс Варди.
Фільм триває дві години, (насправді 1,5 год.), і відображає любов до життя співачки «Клео», яка очікує на результи лабораторних досліджень, які покажуть стан її здоров'я. Фільм розбитий на невеликі розділи, які пронумеровані й вказано скільки часу триває кожен із них. Фільм ніби документує життя звичайних парижан.
Спочатку фільм був дещо недооцінений критиками, однак, зараз вважається певним досягненням напрямку Нової хвилі у кінематографі Франції 50—60 років XX століття.

## Ролі виконують
- Корін Маршан[fr] — Флоранс на прізвисько «Клео»
- Хосе Луїс Де Вілялонга[es] — Жозе, коханець «Клео»
- Домінік Давре[fr] — Анжела, гувернантка
- Мішель Легран — Боб, піаніст
- Антуан Бурсеє[fr] — Антуан, військовий з парку
- Анна Каріна — Анна, наречена блондинка

## Навколо фільму
- Кінострічка входить до списку «1001 фільм, які ви повинні побачити, перш ніж померти»[en].
- У списку «100 найкращих фільмів світу, знятих жінками» за 2019 рік, який був складений трьома сотнями кінокритиків з 84 країн світу, кінострічка «Клео від 5 до 7» за кількістю голосів зайняла 2 місце.[1]

## Нагороди
- 1963 Премія Синдикату французьких кінокритиків:
  - за найкращий французький фільм — Аньєс Варда